# Бесе (Вандеја)
Бесе (фр. Bessay) насеље је и општина у западној Француској у региону Лоара, у департману Вандеја која припада префектури la Roche-sur-Yon.
По подацима из 2006. године у општини је живело 400 становника, а густина насељености је износила 31 становника/km². Општина се простире на површини од 10,79 km². Налази се на средњој надморској висини од 40 метара (максималној 48 m, а минималној 2 m).

## Демографија
| 1962. | 1968. | 1975. | 1982. | 1990. | 1999. | 2011. |
| ----- | ----- | ----- | ----- | ----- | ----- | ----- |
| 290   | 326   | 306   | 324   | 350   | 337   | 423   |

График промене броја становника у току последњих година